# Ставка по федеральным фондам
Ставка по федеральным фондам (англ. federal funds rate) — процентная ставка, по которой банки США предоставляют в кредит свои избыточные резервы на короткие сроки (как правило овернайт) другим банкам.
Банк-заёмщик и банк-кредитор договариваются между собой о процентной ставке по займу; среднее взвешенное ставок по всем таким операциям называется эффективной ставкой по федеральным фондам (англ. federal funds effective rate).
Целевая ставка по федеральным фондам (англ. federal funds target rate) определяется на заседании Федерального комитета по операциям на открытом рынке ФРС США, которые обычно проводятся восемь раз в год, приблизительно раз в семь недель. Комитет также может проводить дополнительные заседания и менять целевую ставку вне своего обычного расписания.
Федеральная резервная система использует операции на открытом рынке для управления денежной массой в экономике США, чтобы эффективная ставка соответствовала целевой. Целевое значение ставки, при котором рост реального ВВП является стабильным по отношению к долгосрочному совокупному предложению и ожидаемой инфляции, называется нейтральной ставкой по федеральным фондам.

## Принцип работы
Банки и ссудо-сберегательные ассоциации США обязаны поддерживать определённый уровень резервов в ФРС. Этот уровень определяется объёмом активов и пассивов депозитарного учреждения либо устанавливается самой ФРС, но обычно составляет 10 % от общего объёма денег на расчётных счетах и срочных вкладах.
Если уровень резервов опускается ниже установленной нормы, банк должен увеличить резервы, чтобы соответствовать требованиям регулятора (ФРС). Банк может занять необходимый объём у другого банка, если тот имеет избыточные резервы. Банки договариваются друг с другом о ставке по займу, среднее взвешенное ставок по всем таким операциям называется эффективной ставкой по федеральным фондам.
Целевое значение ставки, установленное ФРС, достигается с помощью операций на открытом рынке. Так как ФРС не может установить точное значение ставки с помощью таких операций, реальное значение может колебаться вблизи целевого.
Когда Федеральный комитет по операциям на открытом рынке (FOMC) хочет понизить процентные ставки, он увеличивает денежную массу, покупая государственные облигации. При прочих равных условиях, процентные ставки падают. И наоборот, когда Комитет желает повысить ставку, он продаёт государственные облигации, изымая из оборота деньги, получаемые от этих продаж; при прочих равных условиях это приводит к росту ставок.
Также банки могут занимать напрямую у ФРС с помощью так называемого учётного окна. Эти займы подлежат ревизии со стороны ФРС, и учётная ставка обычно выше ставки по федеральным фондам. Это демотивирует банки занимать напрямую у ФРС, отводя ФРС роль кредитора последней инстанции. Путаница между этими двумя видами кредитов часто приводит к путанице между ставкой по федеральным фондам и учётной ставкой. В то время как ставку по федеральным фондам ФРС не может установить точно, она может задать точное значение учётной ставки.
FOMC устанавливает целевое значение ставки на своих заседаниях. Ставку либо повышают, либо понижают, либо оставляют неизменной в зависимости от повестки дня и состояния экономики США. Рыночные ожидания относительно будущих решений FOMC на основе фьючерсов на ставку по федеральным фондам широко используются в финансовых СМИ.